# Open international de baseball de Rouen 2009
Navigation
Édition suivante
L'Open international de baseball de Rouen 2009 est la première édition de cette compétition internationale de baseball créée par le Rouen Baseball 76,. Elle se déroule du 22 au 26 juillet sur le Terrain Pierre Rolland à Rouen (Seine-Maritime). 
L'Open est remporté par les Gauting Indians,, un club de Bundesliga renforcé de plusieurs joueurs d'autres clubs allemands, devant les USA Athletics International. 
Dans la foulée de l'événement, le club de Rouen dévoile le logo de l'édition 2010 et assure sa volonté de pérenniser l'Open.

## Participants
Ce sont 7 équipes, représentant 5 pays qui participent à l'édition:
- Allemagne:
  - Gauting Indians (D1 Allemande), renforcée de joueurs américains d'autres équipes du championnat allemand.
- Belgique:
  - Équipe de Belgique
- France:
  - Équipe de France
  - Équipe de France Espoir
- États-Unis:
  - USA Athletics International (sélection de joueurs universitaires américains)
- Québec:
  - Équipe de ligue Senior du Québec

De nombreux joueurs présents ont déjà été draftés dans les ligues professionnelles américaines, le niveau de jeu est donc très relevé.

## Formule
Les équipes sont réparties dans deux poules, une de quatre et une de trois. À l'issue de cette phase de poule qui se déroule du 22 au 25 juillet, les deux premiers de chaque poule sont qualifiés pour des demi-finales croisées les 25 et 26 juillet.
La finale se déroule le 26 juillet à 15h, précédée d'un match de classement pour la 5e place.

## Phase de poule
| Équipe                    | Ville / Pays       |
| ------------------------- | ------------------ |
| Équipe de France Espoir   | France             |
| Gauting Indians           | Gauting, Allemagne |
| Équipe de Ligue du Québec | Québec             |
| Huskies de Rouen          | Rouen, France      |

| Équipe                     | Pays       |
| -------------------------- | ---------- |
| Équipe de Belgique         | Belgique   |
| Équipe de France           | France     |
| USA Athletic International | États-Unis |

### Poule A
| Date       | Heure | Recevant | Visiteur      | Score  |
| ---------- | ----- | -------- | ------------- | ------ |
| 22 juillet | 17.00 | Rouen    | France Espoir | 6 - 1  |
| 23 juillet | 11.00 | Rouen    | Gauting       | 4 - 11 |
| 23 juillet | 18.00 | Québec   | France Espoir | 3 - 2  |
| 24 juillet | 11.00 | France   | Gauting       | 5 - 8  |
| 24 juillet | 14.00 | Gauting  | Québec        | 12 - 0 |
| 25 juillet | 14.00 | Rouen    | Québec        | 1 - 7  |

| Pl. | Équipe        | MJ | V | D | %     |
| --- | ------------- | -- | - | - | ----- |
| 1   | Gauting       | 3  | 3 | 0 | 1,000 |
| 2   | Québec        | 3  | 2 | 1 | 0,667 |
| 3   | Rouen         | 3  | 1 | 2 | 0,333 |
| 4   | France Espoir | 3  | 0 | 3 | 0,000 |

J : rencontres jouées, V : victoires, D : défaites, % : pourcentage de victoire.

### Poule B
| Date       | Heure | Recevant     | Visiteur     | Score  |
| ---------- | ----- | ------------ | ------------ | ------ |
| 23 juillet | 15.00 | USA Athletic | France       | 7 - 6  |
| 24 juillet | 17.00 | France       | Belgique     | 10 - 0 |
| 25 juillet | 10.00 | Belgique     | USA Athletic | 3 - 11 |

| Pl. | Équipe   | MJ | V | D | %     |
| --- | -------- | -- | - | - | ----- |
| 1   | Gauting  | 2  | 2 | 0 | 1,000 |
| 2   | France   | 2  | 1 | 1 | 0,500 |
| 3   | Belgique | 2  | 0 | 2 | 0,000 |

J : rencontres jouées, V : victoires, D : défaites, % : pourcentage de victoire.

## Phase finale
| Rencontre     | Date       | Heure | Recevant     | Visiteur     | Score  |
| ------------- | ---------- | ----- | ------------ | ------------ | ------ |
| Demi-finale 1 | 25 juillet | 18.00 | USA Athletic | Québec       | 4 - 1  |
| 3e VS 3e      | 26 juillet | 09.00 | Rouen        | Belgique     | 2 - 3  |
| Demi-finale 2 | 26 juillet | 12.30 | Gauting      | France       | 2 - 0  |
| Finale        | 26 juillet | 16.30 | Gauting      | USA Athletic | 13 - 2 |

Les Indians de Gauting remportent l'Open devant la sélection des USA Athletic. Les équipes de France et Québec terminent en 3e position, devant la Belgique qui prend la cinquième place.

## Récompenses
Voici les récompenses attribuées,:
- MVP de la finale: Matt Vance, Gauting.
- Meilleur lanceur:  Eddie Aucoin, Gauting.
- Meilleur frappeur: Steven Delanoy, Belgique.
- MVP du tournoi: Colby Anderson, États-Unis.

En marge de la compétition, un Home Run Contest est organisé le samedi 25 juillet à 17h. Le principe est assez simple: chaque équipe désigne deux joueurs pour la représenter, le but étant pour chaque joueur de frapper le plus de Coups de circuit en un nombre fixe de balles lancées.
C'est Martin Jonhson de Québec qui bat Kenji Hagiwara, joueur des Huskies de Rouen en finale du Derby.

## Médias
RTL-L'Équipe suit la compétition, avec notamment une interview du président du club de Rouen, Xavier Rolland, par l'animateur de l'émission Carrément Sports, ainsi que France Bleu Haute-Normandie, qui accueille le manager de l'Équipe de France, Sylvain Virey.
Sur internet, la compétition est suivie par le site du club, le site européen Mister Baseball, alors que des retransmissions de matchs sont disponibles sur Stadeo.tv.